# جونا اندريسون
جونا اندريسون (بالسويدية: Jonna Andersson) (2 يناير 1993 في السويد - ) هي لاعبة كرة قدم سويدية في مركز الدفاع، شاركت في الألعاب الأولمبية الصيفية 2016. وشاركت مع منتخب السويد لكرة القدم للسيدات. أما مع النوادي، فقد لعبت مع لينكوبينج ونادي تشيلسي لكرة القدم للسيدات.

## وصلات خارجية
- جونا اندريسون على موقع الاتحاد الدولي (مؤرشف)  (الإنجليزية)
- جونا اندريسون على موقع الاتحاد الأوربي (الإنجليزية)
- جونا اندريسون على موقع اتحاد السويد (السويدية)
- جونا اندريسون على موقع قاعدة بيانات كرة القدم.إي يو (الإنجليزية)
- جونا اندريسون على موقع Soccerway.com (الإنجليزية)
- جونا اندريسون على موقع أوليمبيديا (الإنجليزية)
- جونا اندريسون على موقع اللجنة الأولمبية السويدية (السويدية)